# Мурихин, Станислав Игоревич
Станисла́в И́горевич Мури́хин (21 января 1992, Санкт-Петербург) — российский футболист, нападающий.

## Карьера

### В клубах
Станислав воспитанник спортивной школы «Смена». В молодёжном первенстве в составе «Зенита» он дебютировал в 2009 году, в матче 28-го тура против «Терека», выйдя на замену на 83-й минуте вместо Андрея Орната и на 86-й минуте получив жёлтую карточку. Этот матч стал для Мурихина единственным в турнире. В следующем году он принял участие уже в 29 матчах и забил 3 гола. В 2011 стал привлекаться в основную команду и в мае-июне попадал на скамейку запасных в Премьер-лиге.
Зимой 2012 года перешёл в «Терек», за который дебютировал 1 апреля, в матче 37-го тура против «Амкара», выйдя на замену на 85-й минуте вместо Олега Власова.
В 2014 году выступал в чемпионате Эстонии за «Калев» (Силламяэ), стал серебряным призёром и вошёл в десятку лучших бомбардиров с 16 голами. 21 февраля 2015 официально перешёл в астраханскую команду «Волгарь», провёл в клубе полтора сезона. Осенью 2016 года выступал за «Белшину» в чемпионате Белоруссии.

### В сборных
До 2010 года выступал за юношеские сборные России до 17 и до 18 лет.

## Достижения
- Чемпион России среди молодёжных команд: 2009